# Férfi 10 méteres szinkronugrás a 2014-es nemzetközösségi játékokon
A férfi 10 méteres szinkronugrást a 2014-es nemzetközösségi játékokon augusztus 1-jén rendezték meg, kora este az edinburgh-i Royal Commonwealth Pool-ban.
Az egyfordulós számot az ausztrál Matthew Mitcham, Domonic Bedggood páros nyerte – mindössze 0,18 pont különbséggel – az angol Tom Daley, James Denny összeállítású páros előtt. Mivel a versenyre négy páros regisztrálta magát, ezért csak az első két helyen végzettek között osztották ki az érmet.

## Eredmények
| # | Tagállam   | Név                                | Ugrások | Ugrások | Ugrások | Ugrások | Ugrások | Ugrások | Össz. pontszám |
| # | Tagállam   | Név                                | 1       | 2       | 3       | 4       | 5       | 6       | Össz. pontszám |
| - | ---------- | ---------------------------------- | ------- | ------- | ------- | ------- | ------- | ------- | -------------- |
|   | Ausztrália | Matthew Mitcham / Domonic Bedggood | 54,00   | 51,00   | 79,20   | 66,30   | 60,48   | 88,56   | 399,54         |
|   | Anglia     | Tom Daley / James Denny            | 53,40   | 48,60   | 73,92   | 63,72   | 64,26   | 95,46   | 399,36         |
| 3 | Malajzia   | Ooi Tze Liang / Chew Yi Wei        | 52,20   | 52,80   | 68,40   | 83,52   | 60,39   | 70,08   | 387,39         |
| 4 | Kanada     | Maxim Bouchard / Vincent Riendeau  | 53,40   | 52,20   | 72,00   | 58,56   | 73,26   | 74,88   | 384,30         |